# Tombos
Tombos ist ein Ort und eine Insel im heutigen Sudan am 3. Nilkatarakt. Der Ort ist die südlichste Siedlung in Nubien, in der Ägypter als Kolonisatoren um 1550 v. Chr. lebten. In den Felsen am Nil fanden sich diverse historisch wichtige ägyptische Inschriften und Felszeichnungen.

## Geschichte
Das Gebiet um den 3. Katarakt war schon seit der Kerma-Periode besiedelt, was sicherlich an der strategischen Bedeutung des Platzes lag. In der Gegend konnten bisher vier Kermasiedlungen und drei Kermafriedhöfe lokalisiert werden. Im ägyptischen Neuen Reich entstand hier eine ägyptische Siedlung, zu der zwei Friedhöfe gehören. Aus der napatanischen Periode des Reiches von Kusch stammt ein großer Friedhof, der sogar Grabanlagen in Pyramidenform aufweist.

## Grabungsergebnisse
Auf einem der Friedhöfe fanden 1991 und dann ab 2000 Grabungen statt. Es konnte dabei vor allem ein großes Grab in ägyptischem Stil untersucht werden, das dem Schreiber des Goldes und Vorsteher der Fremdländer Siamun gehörte. Dieser war offensichtlich ein hoher Beamter in der Provinzialverwaltung und mit der Verwaltung der Ausbeutung nubischer Rohstoffe beschäftigt. Weitere Funde haben ergeben, dass die ägyptischen Kolonisatoren ihre unterworfenen Nachbarn an ihren Verwaltungsaufgaben beteiligten. In besonderen Gräbern für Würdenträger wurden Verstorbene ägyptischer und nubischer Abstammung nebeneinander bestattet. Dabei wurden die Ägypter in Rückenlage manchmal auch in einer kleinen Pyramide und die Nubier in der Regel in Fötusstellung auf einem Kuhfell beigesetzt.
Aus der 25. Dynastie stammt das unberaubte Grab eines Kriegers. Die Bestattung befand sich in einer mit Lehmziegeln ausgekleideten Kammer. Die Leiche lag auf einem Bett, auf dem sich der stark verfallene Sarg befand. Als Grabbeigaben fanden sich Tongefäße, ein Bogen, Pfeile und eine Truhe mit drei Fayencegefäßen. Eines von ihnen ist annähernd rund und auf dem Deckel mit einem Frosch dekoriert. An den Außenseiten stehen vier Besfiguren.